# 横浜ダイヤビルディング
横浜ダイヤビルディングは、神奈川県横浜市神奈川区に所在する超高層建築物である。

## 歴史
横浜駅東口にほど近いこの地は昭和時代には長らく三菱倉庫による倉庫として使用され、1985年に横浜そごうが開店すると駐車場が設けられた。
2004年11月から2期に分けてポートサイド地区A-3街区の再開発が進められ、商業棟「横浜ベイクォーター」が2006年8月、住宅棟の「ナビューレ横浜タワーレジデンス」が2007年3月にそれぞれ竣工した。これに続き、業務棟の「横浜ダイヤビルディング」が2007年12月に着工、2年の工期をかけて2009年12月に竣工した。
本ビル完成と時期を同じくして、横浜駅きた東口と横浜ベイクォーターを直結する横浜駅ポートサイド人道橋（市道高島台第171号線）が開通。この人道橋はネーミングライツにより、「ベイクォーターウォーク」と命名された。

## テナント
3階から6階にかけて、横浜ベイクォーターと一体運営される商業施設。7階から30階にかけてはオフィスフロアで、過去には野村総合研究所が主に金融・保険系システムの開発拠点「横浜みなと総合センター」を置いていた（※同センターは2019年時点では閉所しており、横浜野村ビルの「横浜総合センター」に集約されている）。

## 環境性能
横浜駅側の外壁に建材一体型の1500m2のソーラーパネルを設置。太陽光自動追尾センサーを用いた自動制御ブラインドや照明制御、雨水・機械排水の再利用設備を設け、横浜市建築物環境配慮評価認証制度「CASBEE横浜」の評価では最上位のSランクとなっている。